# Lista de emissoras da TV Globo
Esta é uma lista que contém as emissoras próprias e afiliadas que retransmitem a programação da TV Globo. Além disso, a lista contém ainda os canais internacionais da emissora e as antigas afiliadas da rede e suas respectivas afiliações ou situações atuais.

## Próprias

### Geradoras
| Emissora                | Cidade         | UF             | Canal  | Prefixo | Operada desde |
| ----------------------- | -------------- | -------------- | ------ | ------- | ------------- |
| TV Globo Rio de Janeiro | Rio de Janeiro | Rio de Janeiro | 4 (29) | ZYB 511 | 1965          |
| TV Globo São Paulo      | São Paulo      | São Paulo      | 5 (18) | ZYB 850 | 1966          |

### Filiais
| Emissora            | Cidade         | UF               | Canal   | Prefixo | Operada desde |
| ------------------- | -------------- | ---------------- | ------- | ------- | ------------- |
| TV Globo Minas      | Belo Horizonte | Minas Gerais     | 12 (33) | ZYA 722 | 1968          |
| TV Globo DF         | Brasília       | Distrito Federal | 10 (21) | ZYA 508 | 1971          |
| TV Globo Pernambuco | Recife         | Pernambuco       | 13 (36) | ZYB 302 | 1972          |

## Afiliadas

### Acre
| Grupo                | Emissora                       | Cidade          | Canal  | Prefixo | Afiliada desde |
| -------------------- | ------------------------------ | --------------- | ------ | ------- | -------------- |
| Grupo Rede Amazônica | Rede Amazônica Rio Branco      | Rio Branco      | 4 (14) | ZYA 200 | 1982           |
| Grupo Rede Amazônica | Rede Amazônica Cruzeiro do Sul | Cruzeiro do Sul | 5 (22) | RTV     | 1985           |

### Alagoas
| Grupo                      | Emissora             | Cidade | Canal  | Prefixo | Afiliada desde |
| -------------------------- | -------------------- | ------ | ------ | ------- | -------------- |
| Organização Arnon de Mello | TV Gazeta de Alagoas | Maceió | 7 (21) | ZYA 221 | 1975           |

### Amapá
| Grupo                | Emissora              | Cidade | Canal  | Prefixo | Afiliada desde |
| -------------------- | --------------------- | ------ | ------ | ------- | -------------- |
| Grupo Rede Amazônica | Rede Amazônica Macapá | Macapá | 6 (28) | ZYA 285 | 1982           |

### Amazonas
| Grupo                | Emissora                   | Cidade      | Canal   | Prefixo | Afiliada desde |
| -------------------- | -------------------------- | ----------- | ------- | ------- | -------------- |
| Grupo Rede Amazônica | Rede Amazônica Manaus      | Manaus      | 5 (15)  | ZYA 247 | 1986           |
| Grupo Rede Amazônica | Rede Amazônica Parintins   | Parintins   | 7 (15)  | RTV     | 1986           |
| Grupo Rede Amazônica | Rede Amazônica Itacoatiara | Itacoatiara | 11 (16) | RTV     | 1986           |
| Grupo Rede Amazônica | Rede Amazônica Humaitá     | Humaitá     | 6 (15)  | RTV     | 1986           |
| Grupo Rede Amazônica | Rede Amazônica Manacapuru  | Manacapuru  | 12 (16) | RTV     | 1986           |
| Grupo Rede Amazônica | Rede Amazônica Coari       | Coari       | 3 (15)  | RTV     | 2005           |

### Bahia
| Grupo                              | Emissora         | Cidade               | Canal   | Prefixo | Afiliada desde |
| ---------------------------------- | ---------------- | -------------------- | ------- | ------- | -------------- |
| Rede Bahia                         | TV Bahia         | Salvador             | 11 (29) | ZYA 298 | 1987           |
| Rede Bahia                         | TV Sudoeste      | Vitória da Conquista | 5 (28)  | ZYQ 804 | 1990           |
| Rede Bahia                         | TV São Francisco | Juazeiro             | 7 (28)  | ZYQ 801 | 1990           |
| Rede Bahia                         | TV Oeste         | Barreiras            | 5 (29)  | ZYP 287 | 1991           |
| Rede Bahia                         | TV Santa Cruz    | Itabuna              | 4 (30)  | ZYA 302 | 1988           |
| Rede Bahia Grupo Modesto Cerqueira | TV Subaé         | Feira de Santana     | 10 (27) | ZYA 301 | 1988           |

### Ceará
| Grupo                | Emissora               | Cidade            | Canal   | Prefixo | Afiliada desde |
| -------------------- | ---------------------- | ----------------- | ------- | ------- | -------------- |
| Sistema Verdes Mares | TV Verdes Mares        | Fortaleza         | 10 (33) | ZYA 425 | 1970           |
| Sistema Verdes Mares | TV Verdes Mares Cariri | Juazeiro do Norte | 9 (33)  | ZYA 437 | 2009           |

### Espírito Santo
| Grupo                       | Emissora           | Cidade                  | Canal   | Prefixo | Afiliada desde |
| --------------------------- | ------------------ | ----------------------- | ------- | ------- | -------------- |
| Rede Gazeta de Comunicações | TV Gazeta Vitória  | Vitória                 | 4 (22)  | ZYA 530 | 1976           |
| Rede Gazeta de Comunicações | TV Gazeta Norte    | Linhares                | 5 (23)  | ZYA 536 | 1997           |
| Rede Gazeta de Comunicações | TV Gazeta Sul      | Cachoeiro de Itapemirim | 10 (21) | ZYA 534 | 1988           |
| Rede Gazeta de Comunicações | TV Gazeta Noroeste | Colatina                | 9 (24)  | ZYA 543 | 2006           |

### Goiás
| Grupo              | Emissora                | Cidade    | Canal   | Prefixo | Afiliada desde |
| ------------------ | ----------------------- | --------- | ------- | ------- | -------------- |
| Grupo Jaime Câmara | TV Anhanguera Goiânia   | Goiânia   | 2 (34)  | ZYP 327 | 1968           |
| Grupo Jaime Câmara | TV Anhanguera Anápolis  | Anápolis  | 7 (33)  | ZYA 573 | 1980           |
| Grupo Jaime Câmara | TV Anhanguera Rio Verde | Rio Verde | 12 (30) | ZYA 578 | 1990           |
| Grupo Jaime Câmara | TV Anhanguera Catalão   | Catalão   | 7 (34)  | ZYP 317 | 1995           |
| Grupo Jaime Câmara | TV Anhanguera Luziânia  | Luziânia  | 22 (16) | ZYP 301 | 1995           |
| Grupo Jaime Câmara | TV Anhanguera Itumbiara | Itumbiara | 11 (16) | ZYP 315 | 1997           |
| Grupo Jaime Câmara | TV Anhanguera Porangatu | Porangatu | 12 (34) | ZYP 282 | 2004           |
| Grupo Jaime Câmara | TV Anhanguera Jataí     | Jataí     | 2 (34)  | ZYP 294 | 2005           |

### Maranhão
| Grupo         | Emissora              | Cidade        | Canal   | Prefixo | Afiliada desde |
| ------------- | --------------------- | ------------- | ------- | ------- | -------------- |
| Grupo Mirante | TV Mirante São Luís   | São Luís      | 10 (29) | ZYP 141 | 1991           |
| Grupo Mirante | TV Mirante Imperatriz | Imperatriz    | 10 (29) | ZYP 145 | 1975           |
| Grupo Mirante | TV Mirante Cocais     | Caxias / Codó | 9 (29)  | ZYA 653 | 1988           |
| Grupo Mirante | TV Mirante Balsas     | Balsas        | 32      | RTV     | 1989           |

### Mato Grosso
| Grupo                             | Emissora                           | Cidade           | Canal   | Prefixo | Afiliada desde |
| --------------------------------- | ---------------------------------- | ---------------- | ------- | ------- | -------------- |
| Rede Matogrossense de Comunicação | TV Centro América                  | Cuiabá           | 4 (36)  | ZYA 941 | 1976           |
| Rede Matogrossense de Comunicação | TV Centro América Sul              | Rondonópolis     | 12 (36) | ZYA 952 | 1989           |
| Rede Matogrossense de Comunicação | TV Centro América Norte            | Sinop            | 5 (31)  | ZYA 953 | 1994           |
| Rede Matogrossense de Comunicação | TV Centro América Tangará da Serra | Tangará da Serra | 13 (36) | RTV     | 1997           |

### Mato Grosso do Sul
| Grupo                             | Emissora             | Cidade       | Canal  | Prefixo | Afiliada desde |
| --------------------------------- | -------------------- | ------------ | ------ | ------- | -------------- |
| Rede Matogrossense de Comunicação | TV Morena            | Campo Grande | 6 (30) | ZYA 942 | 1976           |
| Rede Matogrossense de Comunicação | TV Morena Corumbá    | Corumbá      | 5 (31) | ZYA 940 | 1976           |
| Rede Matogrossense de Comunicação | TV Morena Ponta Porã | Ponta Porã   | 4 (30) | ZYA 947 | 1989           |

### Minas Gerais
| Grupo           | Emissora                   | Cidade                                    | Canal             | Prefixo | Afiliada desde |
| --------------- | -------------------------- | ----------------------------------------- | ----------------- | ------- | -------------- |
| Rede Integração | TV Integração Uberlândia   | Uberlândia                                | 8 (30)            | ZYA 724 | 1971           |
| Rede Integração | TV Integração Juiz de Fora | Juiz de Fora                              | 5 (30)            | ZYA 725 | 1980           |
| Rede Integração | TV Integração Ituiutaba    | Ituiutaba                                 | 8 (30)            | ZYA 737 | 1988           |
| Rede Integração | TV Integração Araxá        | Divinópolis / Araxá                       | 8 (31) / 12 (30)  | ZYA 738 | 1991           |
| Rede Integração | TV Integração Uberaba      | Uberaba                                   | 3 (39)            | ZYP 296 | 2016           |
| Rede InterTV    | InterTV Grande Minas       | Montes Claros                             | 4 (20)            | ZYA 728 | 1987           |
| Rede InterTV    | InterTV dos Vales          | Governador Valadares / Coronel Fabriciano | 11 (22) / 10 (22) | ZYA 747 | 2008           |
| Grupo EP        | EPTV Sul de Minas          | Varginha                                  | 5 (42)            | ZYA 732 | 1988           |

### Pará
| Grupo                          | Emissora               | Cidade      | Canal   | Prefixo | Afiliada desde  |
| ------------------------------ | ---------------------- | ----------- | ------- | ------- | --------------- |
| Grupo Liberal                  | TV Liberal Belém       | Belém       | 7 (21)  | ZYB 222 | 1976            |
| Grupo Liberal                  | TV Liberal Altamira    | Altamira    | 13 (21) | RTV     | 1993            |
| Grupo Liberal                  | TV Liberal Castanhal   | Castanhal   | 11 (49) | RTV     | 1989            |
| Grupo Liberal                  | TV Liberal Marabá      | Marabá      | 5 (43)  | RTV     | 1988            |
| Grupo Liberal                  | TV Liberal Paragominas | Paragominas | 8 (21)  | RTV     | 1999            |
| Grupo Liberal                  | TV Liberal Parauapebas | Parauapebas | 12 (21) | RTV     | 1996            |
| Grupo Liberal                  | TV Liberal Redenção    | Redenção    | 9 (21)  | RTV     | Sem informações |
| Sistema Tapajós de Comunicação | TV Tapajós             | Santarém    | 4 (22)  | ZYB 223 | 1979            |

### Paraíba
| Grupo                       | Emissora       | Cidade         | Canal  | Prefixo | Afiliada desde |
| --------------------------- | -------------- | -------------- | ------ | ------- | -------------- |
| Rede Paraíba de Comunicação | TV Cabo Branco | João Pessoa    | 7 (19) | ZYB 270 | 1987           |
| Rede Paraíba de Comunicação | TV Paraíba     | Campina Grande | 3 (21) | ZYB 271 | 1987           |

### Paraná
| Grupo                           | Emissora          | Cidade        | Canal   | Prefixo | Afiliada desde |
| ------------------------------- | ----------------- | ------------- | ------- | ------- | -------------- |
| Grupo Paranaense de Comunicação | RPC Curitiba      | Curitiba      | 12 (41) | ZYB 391 | 1976           |
| Grupo Paranaense de Comunicação | RPC Londrina      | Londrina      | 3 (42)  | ZYB 392 | 1979           |
| Grupo Paranaense de Comunicação | RPC Maringá       | Maringá       | 8 (41)  | ZYB 396 | 1976           |
| Grupo Paranaense de Comunicação | RPC Ponta Grossa  | Ponta Grossa  | 7 (42)  | ZYB 394 | 1992           |
| Grupo Paranaense de Comunicação | RPC Guarapuava    | Guarapuava    | 2 (32)  | ZYB 409 | 2000           |
| Grupo Paranaense de Comunicação | RPC Paranavaí     | Paranavaí     | 29 (42) | ZYB 411 | 1997           |
| Grupo Paranaense de Comunicação | RPC Foz do Iguaçu | Foz do Iguaçu | 5 (35)  | ZYB 408 | 1989           |
| Grupo Paranaense de Comunicação | RPC Cascavel      | Cascavel      | 10 (32) | ZYB 402 | 2000           |

### Pernambuco
| Grupo                             | Emissora      | Cidade    | Canal   | Prefixo | Afiliada desde |
| --------------------------------- | ------------- | --------- | ------- | ------- | -------------- |
| Sistema Grande Rio de Comunicação | TV Grande Rio | Petrolina | 19 (18) | ZYB 304 | 1991           |
| Grupo Asa Branca                  | TV Asa Branca | Caruaru   | 8 (17)  | ZYB 305 | 1991           |

### Piauí
| Grupo                        | Emissora    | Cidade   | Canal  | Prefixo | Afiliada desde |
| ---------------------------- | ----------- | -------- | ------ | ------- | -------------- |
| Sistema Clube de Comunicação | TV Clube    | Teresina | 4 (26) | ZYB 350 | 1976           |
| Sistema Clube de Comunicação | TV Alvorada | Floriano | 6 (25) | ZYB 354 | 1997           |

### Rio de Janeiro
| Grupo                                      | Emissora             | Cidade                | Canal   | Prefixo | Afiliada desde |
| ------------------------------------------ | -------------------- | --------------------- | ------- | ------- | -------------- |
| Rede InterTV                               | InterTV Alto Litoral | Cabo Frio             | 8 (33)  | ZYB 521 | 1989           |
| Rede InterTV                               | InterTV Serra+Mar    | Nova Friburgo         | 12 (30) | ZYB 522 | 1990           |
| Rede InterTV Grupo Folha de Comunicação    | InterTV Planície     | Campos dos Goytacazes | 8 (36)  | ZYB 520 | 2004           |
| Rabbit Participação e Administrações Ltda. | TV Rio Sul           | Resende               | 13 (28) | ZYB 524 | 1990           |

### Rio Grande do Norte
| Grupo                                       | Emissora             | Cidade  | Canal   | Prefixo | Afiliada desde |
| ------------------------------------------- | -------------------- | ------- | ------- | ------- | -------------- |
| Rede InterTV Sistema Tribuna de Comunicação | InterTV Cabugi       | Natal   | 11 (34) | ZYB 562 | 1987           |
| Rede InterTV Sistema Tribuna de Comunicação | InterTV Costa Branca | Mossoró | 18 (47) | ZYP 298 | 2015           |

### Rio Grande do Sul
| Grupo     | Emissora             | Cidade            | Canal analógico | Canal digital | Prefixo | Afiliada desde |
| --------- | -------------------- | ----------------- | --------------- | ------------- | ------- | -------------- |
| Grupo RBS | RBS TV Porto Alegre  | Porto Alegre      | —               | 12 (34)       | ZYP 100 | 1967           |
| Grupo RBS | RBS TV Bagé          | Bagé              | —               | 6 (34)        | ZYB 610 | 1977           |
| Grupo RBS | RBS TV Caxias do Sul | Caxias do Sul     | —               | 8 (33)        | ZYB 615 | 1969           |
| Grupo RBS | RBS TV Cruz Alta     | Cruz Alta         | 3               | 33            | ZYB 623 | 1979           |
| Grupo RBS | RBS TV Erechim       | Erechim           | 2               | 33            | ZYB 620 | 1972           |
| Grupo RBS | RBS TV Passo Fundo   | Passo Fundo       | 7               | 34            | ZYB 626 | 1980           |
| Grupo RBS | RBS TV Pelotas       | Pelotas           | —               | 4 (34)        | ZYB 617 | 1972           |
| Grupo RBS | RBS TV Rio Grande    | Rio Grande        | —               | 9 (33)        | ZYP 298 | 1977           |
| Grupo RBS | RBS TV dos Vales     | Santa Cruz do Sul | —               | 6 (33)        | ZYB 635 | 1988           |
| Grupo RBS | RBS TV Santa Maria   | Santa Maria       | —               | 12 (34)       | ZYB 611 | 1969           |
| Grupo RBS | RBS TV Santa Rosa    | Santa Rosa        | —               | 6 (34)        | ZYB 629 | 1992           |
| Grupo RBS | RBS TV Uruguaiana    | Uruguaiana        | —               | 13 (34)       | ZYP 107 | 1974           |

### Rondônia
| Grupo                | Emissora                   | Cidade      | Canal  | Prefixo | Afiliada desde |
| -------------------- | -------------------------- | ----------- | ------ | ------- | -------------- |
| Grupo Rede Amazônica | Rede Amazônica Porto Velho | Porto Velho | 4 (14) | ZYP 264 | 1982           |
| Grupo Rede Amazônica | Rede Amazônica Ariquemes   | Ariquemes   | 7 (14) | RTV     | 1982           |
| Grupo Rede Amazônica | Rede Amazônica Cacoal      | Cacoal      | 5 (21) | RTV     | 1982           |
| Grupo Rede Amazônica | Rede Amazônica Ji-Paraná   | Ji-Paraná   | 5 (15) | RTV     | 1982           |
| Grupo Rede Amazônica | Rede Amazônica Vilhena     | Vilhena     | 5 (15) | RTV     | 1982           |

### Roraima
| Grupo                | Emissora                    | Cidade       | Canal   | Prefixo | Afiliada desde |
| -------------------- | --------------------------- | ------------ | ------- | ------- | -------------- |
| Grupo Rede Amazônica | Rede Amazônica Boa Vista    | Boa Vista    | 4 (17)  | ZYB 600 | 1982           |
| Grupo Rede Amazônica | Rede Amazônica Rorainópolis | Rorainópolis | 11 (18) | RTV     | 2023           |

### Santa Catarina
| Grupo           | Emissora             | Cidade        | Canal   | Prefixo | Afiliada desde |
| --------------- | -------------------- | ------------- | ------- | ------- | -------------- |
| NSC Comunicação | NSC TV Florianópolis | Florianópolis | 12 (33) | ZYB 763 | 1979           |
| NSC Comunicação | NSC TV Blumenau      | Blumenau      | 3 (34)  | ZYB 760 | 1980           |
| NSC Comunicação | NSC TV Centro-Oeste  | Joaçaba       | 6 (34)  | ZYB 770 | 2005           |
| NSC Comunicação | NSC TV Chapecó       | Chapecó       | 12 (33) | ZYQ 651 | 1982           |
| NSC Comunicação | NSC TV Criciúma      | Criciúma      | 9 (34)  | ZYB 762 | 1995           |
| NSC Comunicação | NSC TV Joinville     | Joinville     | 5 (33)  | ZYB 765 | 1979           |

### São Paulo
| Grupo                | Emissora                         | Cidade                | Canal   | Prefixo | Afiliada desde |
| -------------------- | -------------------------------- | --------------------- | ------- | ------- | -------------- |
| Grupo EP             | EPTV Campinas                    | Campinas              | 12 (25) | ZYB 859 | 1979           |
| Grupo EP             | EPTV Ribeirão                    | Ribeirão Preto        | 7 (25)  | ZYB 860 | 1980           |
| Grupo EP             | EPTV Central                     | São Carlos            | 6 (25)  | ZYB 870 | 1991           |
| Traffic              | TV TEM Sorocaba                  | Sorocaba              | 26      | ZYB 873 | 1990           |
| Traffic              | TV TEM Bauru                     | Bauru                 | 26      | ZYB 856 | 1966           |
| Traffic              | TV TEM São José do Rio Preto     | São José do Rio Preto | 26      | ZYB 866 | 1986           |
| Traffic              | TV TEM Itapetininga              | Itapetininga          | 26      | ZYB 897 | 2003           |
| Rede Vanguarda       | TV Vanguarda São José dos Campos | São José dos Campos   | 17 (16) | ZYB 869 | 1988           |
| Rede Vanguarda       | TV Vanguarda Taubaté             | Taubaté               | 3 (28)  | ZYB 899 | 2003           |
| Grupo Diário de Mogi | TV Diário                        | Mogi das Cruzes       | 19      | ZYB 901 | 2000           |
| Grupo Tribuna        | TV Tribuna                       | Santos                | 18 (19) | ZYB 883 | 1992           |
| Grupo Paulo Lima     | TV Fronteira Paulista            | Presidente Prudente   | 31      | ZYB 876 | 1994           |

### Sergipe
| Grupo                        | Emissora   | Cidade  | Canal  | Prefixo | Afiliada desde |
| ---------------------------- | ---------- | ------- | ------ | ------- | -------------- |
| Grupo Sergipe de Comunicação | TV Sergipe | Aracaju | 4 (33) | ZYB 830 | 1973           |

### Tocantins
| Grupo              | Emissora                | Cidade    | Canal   | Prefixo | Afiliada desde |
| ------------------ | ----------------------- | --------- | ------- | ------- | -------------- |
| Grupo Jaime Câmara | TV Anhanguera Palmas    | Palmas    | 11 (23) | ZYP 328 | 2005           |
| Grupo Jaime Câmara | TV Anhanguera Araguaína | Araguaína | 11 (24) | ZYP 316 | 1976           |
| Grupo Jaime Câmara | TV Anhanguera Gurupi    | Gurupi    | 11 (23) | ZYP 321 | 1977           |

## Retransmissoras

### Goiás
| Cidade            | Canal  |
| ----------------- | ------ |
| Aporé             | 3 VHF  |
| Cachoeira Dourada | 11 VHF |
| Flores de Goiás   | 7 VHF  |

### Mato Grosso

#### Retransmissoras da rede
| Cidade            | Canal |
| ----------------- | ----- |
| Porto dos Gaúchos | 9 VHF |

## Via satélite

### Digital
Usuários de antena parabólica digital só podem assistir com um receptor compatível com o sistema SAT HD Regional ou com o sistema Nova Parabólica, que requer um cartão de decodificação. Dependendo da região onde o usuário se cadastrar, há a distribuição do sinal da afiliada local que cobre aquela localidade no sinal terrestre. Do contrário, é disponiblizado o sinal de outra emissora. Nos receptores do sistema SAT HD Regional atuais, o número do canal é padronizado. Esta é uma lista que contém as emissoras próprias e afiliadas que retransmitem a programação da TV Globo via satélite.

#### Star One D2
- Posição: 70º Oeste

| Emissora                   | Frequência | Taxa de símbolos | Polarização | FEC | Canal virtual | Observações | Período de operação | Referências                                                |
| -------------------------- | ---------- | ---------------- | ----------- | --- | ------------- | ----------- | ------------------- | ---------------------------------------------------------- |
| Banda Ku                   |            |                  |             |     |               |             |                     |                                                            |
| InterTV Costa Branca       | 11720 MHz  | 29900 Ksps       | Vertical    | 2/3 | 5             |             | Desde 2024          | [ 6 ] [ 7 ] [ 8 ] [ 9 ] [ 10 ] [ 11 ] [ 12 ] [ 13 ] [ 14 ] |
| InterTV Grande Minas       | 11720 MHz  | 29900 Ksps       | Vertical    | 2/3 | 5             | Desde 2024  |                     | [ 6 ] [ 7 ] [ 8 ] [ 9 ] [ 10 ] [ 11 ] [ 12 ] [ 13 ] [ 14 ] |
| Rede Amazônica Boa Vista   | 11720 MHz  | 29900 Ksps       | Vertical    | 2/3 | 5             | Desde 2024  |                     | [ 6 ] [ 7 ] [ 8 ] [ 9 ] [ 10 ] [ 11 ] [ 12 ] [ 13 ] [ 14 ] |
| Rede Amazônica Macapá      | 11720 MHz  | 29900 Ksps       | Vertical    | 2/3 | 5             | Desde 2024  |                     | [ 6 ] [ 7 ] [ 8 ] [ 9 ] [ 10 ] [ 11 ] [ 12 ] [ 13 ] [ 14 ] |
| Rede Amazônica Porto Velho | 11720 MHz  | 29900 Ksps       | Vertical    | 2/3 | 5             | Desde 2024  |                     | [ 6 ] [ 7 ] [ 8 ] [ 9 ] [ 10 ] [ 11 ] [ 12 ] [ 13 ] [ 14 ] |
| Rede Amazônica Rio Branco  | 11720 MHz  | 29900 Ksps       | Vertical    | 2/3 | 5             | Desde 2024  |                     | [ 6 ] [ 7 ] [ 8 ] [ 9 ] [ 10 ] [ 11 ] [ 12 ] [ 13 ] [ 14 ] |
| TV Alvorada                | 11720 MHz  | 29900 Ksps       | Vertical    | 2/3 | 5             | Desde 2024  |                     | [ 6 ] [ 7 ] [ 8 ] [ 9 ] [ 10 ] [ 11 ] [ 12 ] [ 13 ] [ 14 ] |
| TV Clube                   | 11720 MHz  | 29900 Ksps       | Vertical    | 2/3 | 5             | Desde 2024  |                     | [ 6 ] [ 7 ] [ 8 ] [ 9 ] [ 10 ] [ 11 ] [ 12 ] [ 13 ] [ 14 ] |
| TV Santa Cruz              | 11720 MHz  | 29900 Ksps       | Vertical    | 2/3 | 5             | Desde 2024  |                     | [ 6 ] [ 7 ] [ 8 ] [ 9 ] [ 10 ] [ 11 ] [ 12 ] [ 13 ] [ 14 ] |
| TV Sudoeste                | 11720 MHz  | 29900 Ksps       | Vertical    | 2/3 | 5             | Desde 2024  |                     | [ 6 ] [ 7 ] [ 8 ] [ 9 ] [ 10 ] [ 11 ] [ 12 ] [ 13 ] [ 14 ] |
| Rede Amazônica Ariquemes   | 11900 MHz  | 29900 Ksps       | Horizontal  | 2/3 | 5             | Desde 2024  |                     | [ 6 ] [ 7 ] [ 8 ] [ 9 ] [ 10 ] [ 11 ] [ 12 ] [ 13 ] [ 14 ] |
| TV Anhanguera Palmas       | 11900 MHz  | 29900 Ksps       | Horizontal  | 2/3 | 5             | Desde 2024  |                     | [ 6 ] [ 7 ] [ 8 ] [ 9 ] [ 10 ] [ 11 ] [ 12 ] [ 13 ] [ 14 ] |
| TV Cabo Branco             | 11900 MHz  | 29900 Ksps       | Horizontal  | 2/3 | 5             | Desde 2024  |                     | [ 6 ] [ 7 ] [ 8 ] [ 9 ] [ 10 ] [ 11 ] [ 12 ] [ 13 ] [ 14 ] |
| TV Oeste                   | 11900 MHz  | 29900 Ksps       | Horizontal  | 2/3 | 5             | Desde 2024  |                     | [ 6 ] [ 7 ] [ 8 ] [ 9 ] [ 10 ] [ 11 ] [ 12 ] [ 13 ] [ 14 ] |
| TV São Francisco           | 11900 MHz  | 29900 Ksps       | Horizontal  | 2/3 | 5             | Desde 2024  |                     | [ 6 ] [ 7 ] [ 8 ] [ 9 ] [ 10 ] [ 11 ] [ 12 ] [ 13 ] [ 14 ] |
| TV Sergipe                 | 11900 MHz  | 29900 Ksps       | Horizontal  | 2/3 | 5             | Desde 2024  |                     | [ 6 ] [ 7 ] [ 8 ] [ 9 ] [ 10 ] [ 11 ] [ 12 ] [ 13 ] [ 14 ] |
| TV Subaé                   | 11900 MHz  | 29900 Ksps       | Horizontal  | 2/3 | 5             | Desde 2024  |                     | [ 6 ] [ 7 ] [ 8 ] [ 9 ] [ 10 ] [ 11 ] [ 12 ] [ 13 ] [ 14 ] |
| NSC TV Florianópolis       | 12000 MHz  | 29900 Ksps       | Vertical    | 2/3 | 5             | Desde 2023  |                     | [ 6 ] [ 7 ] [ 8 ] [ 9 ] [ 10 ] [ 11 ] [ 12 ] [ 13 ] [ 14 ] |
| TV Verdes Mares Cariri     | 12000 MHz  | 29900 Ksps       | Vertical    | 2/3 | 5             | Desde 2023  |                     | [ 6 ] [ 7 ] [ 8 ] [ 9 ] [ 10 ] [ 11 ] [ 12 ] [ 13 ] [ 14 ] |
| EPTV Sul de Minas          | 12120 MHz  | 29900 Ksps       | Vertical    | 2/3 | 5             | Desde 2022  |                     | [ 6 ] [ 7 ] [ 8 ] [ 9 ] [ 10 ] [ 11 ] [ 12 ] [ 13 ] [ 14 ] |
| TV Centro América          | 12120 MHz  | 29900 Ksps       | Vertical    | 2/3 | 5             | Desde 2022  |                     | [ 6 ] [ 7 ] [ 8 ] [ 9 ] [ 10 ] [ 11 ] [ 12 ] [ 13 ] [ 14 ] |
| TV Mirante São Luís        | 12120 MHz  | 29900 Ksps       | Vertical    | 2/3 | 5             | Desde 2022  |                     | [ 6 ] [ 7 ] [ 8 ] [ 9 ] [ 10 ] [ 11 ] [ 12 ] [ 13 ] [ 14 ] |
| TV Morena                  | 12120 MHz  | 29900 Ksps       | Vertical    | 2/3 | 5             | Desde 2022  |                     | [ 6 ] [ 7 ] [ 8 ] [ 9 ] [ 10 ] [ 11 ] [ 12 ] [ 13 ] [ 14 ] |
| TV Globo Minas             | 12420 MHz  | 29900 Ksps       | Horizontal  | 2/3 | 5             | Desde 2022  |                     | [ 6 ] [ 7 ] [ 8 ] [ 9 ] [ 10 ] [ 11 ] [ 12 ] [ 13 ] [ 14 ] |
| TV Globo Pernambuco        | 12420 MHz  | 29900 Ksps       | Horizontal  | 2/3 | 5             | Desde 2022  |                     | [ 6 ] [ 7 ] [ 8 ] [ 9 ] [ 10 ] [ 11 ] [ 12 ] [ 13 ] [ 14 ] |
| TV Liberal Belém           | 12420 MHz  | 29900 Ksps       | Horizontal  | 2/3 | 5             | Desde 2022  |                     | [ 6 ] [ 7 ] [ 8 ] [ 9 ] [ 10 ] [ 11 ] [ 12 ] [ 13 ] [ 14 ] |
| TV Bahia                   | 12460 MHz  | 29900 Ksps       | Horizontal  | 2/3 | 5             | Desde 2022  |                     | [ 6 ] [ 7 ] [ 8 ] [ 9 ] [ 10 ] [ 11 ] [ 12 ] [ 13 ] [ 14 ] |
| TV Globo Rio de Janeiro    | 12460 MHz  | 29900 Ksps       | Horizontal  | 2/3 | 5             | Desde 2022  |                     | [ 6 ] [ 7 ] [ 8 ] [ 9 ] [ 10 ] [ 11 ] [ 12 ] [ 13 ] [ 14 ] |
| TV Globo São Paulo         | 12460 MHz  | 29900 Ksps       | Horizontal  | 2/3 | 5             | Desde 2022  |                     | [ 6 ] [ 7 ] [ 8 ] [ 9 ] [ 10 ] [ 11 ] [ 12 ] [ 13 ] [ 14 ] |
| TV Verdes Mares            | 12460 MHz  | 29900 Ksps       | Horizontal  | 2/3 | 5             | Desde 2022  |                     | [ 6 ] [ 7 ] [ 8 ] [ 9 ] [ 10 ] [ 11 ] [ 12 ] [ 13 ] [ 14 ] |
| RBS TV Porto Alegre        | 12480 MHz  | 29900 Ksps       | Vertical    | 2/3 | 5             | Desde 2022  |                     | [ 6 ] [ 7 ] [ 8 ] [ 9 ] [ 10 ] [ 11 ] [ 12 ] [ 13 ] [ 14 ] |
| RPC Curitiba               | 12480 MHz  | 29900 Ksps       | Vertical    | 2/3 | 5             | Desde 2022  |                     | [ 6 ] [ 7 ] [ 8 ] [ 9 ] [ 10 ] [ 11 ] [ 12 ] [ 13 ] [ 14 ] |
| TV Anhanguera Goiânia      | 12480 MHz  | 29900 Ksps       | Vertical    | 2/3 | 5             | Desde 2022  |                     | [ 6 ] [ 7 ] [ 8 ] [ 9 ] [ 10 ] [ 11 ] [ 12 ] [ 13 ] [ 14 ] |
| EPTV Campinas              | 12560 MHz  | 29900 Ksps       | Vertical    | 2/3 | 5             | Desde 2022  |                     | [ 6 ] [ 7 ] [ 8 ] [ 9 ] [ 10 ] [ 11 ] [ 12 ] [ 13 ] [ 14 ] |
| Rede Amazônica Manaus      | 12560 MHz  | 29900 Ksps       | Vertical    | 2/3 | 5             | Desde 2022  |                     | [ 6 ] [ 7 ] [ 8 ] [ 9 ] [ 10 ] [ 11 ] [ 12 ] [ 13 ] [ 14 ] |

#### Sky Brasil-1
- Posição: 43º Oeste

| Emissora                  | Frequência | Taxa de símbolos | Polarização | FEC | Canal virtual | Período de operação | Referências                                             |
| ------------------------- | ---------- | ---------------- | ----------- | --- | ------------- | ------------------- | ------------------------------------------------------- |
| Banda Ku                  |            |                  |             |     |               |                     |                                                         |
| TV Globo Pernambuco       | 10722 MHz  | 30000 Ksps       | Horizontal  | 3/4 | 5             | Desde 2023          | [ 15 ] [ 16 ] [ 10 ] [ 17 ] [ 18 ] [ 19 ] [ 20 ] [ 21 ] |
| TV Liberal Belém          | 10762 MHz  | 30000 Ksps       | Horizontal  | 2/3 | 5             | Desde 2023          | [ 15 ] [ 16 ] [ 10 ] [ 17 ] [ 18 ] [ 19 ] [ 20 ] [ 21 ] |
| RBS TV Porto Alegre       | 10802 MHz  | 30000 Ksps       | Vertical    | 2/3 | 5             | Desde 2023          | [ 15 ] [ 16 ] [ 10 ] [ 17 ] [ 18 ] [ 19 ] [ 20 ] [ 21 ] |
| TV Subaé                  | 10802 MHz  | 30000 Ksps       | Vertical    | 2/3 | 5             | Desde 2024          | [ 15 ] [ 16 ] [ 10 ] [ 17 ] [ 18 ] [ 19 ] [ 20 ] [ 21 ] |
| TV Verdes Mares           | 10842 MHz  | 30000 Ksps       | Vertical    | 2/3 | 5             | Desde 2023          | [ 15 ] [ 16 ] [ 10 ] [ 17 ] [ 18 ] [ 19 ] [ 20 ] [ 21 ] |
| Rede Amazônica Boa Vista  | 10922 MHz  | 30000 Ksps       | Horizontal  | 2/3 | 5             | Desde 2024          | [ 15 ] [ 16 ] [ 10 ] [ 17 ] [ 18 ] [ 19 ] [ 20 ] [ 21 ] |
| TV Sudoeste               | 10922 MHz  | 30000 Ksps       | Horizontal  | 2/3 | 5             | Desde 2024          | [ 15 ] [ 16 ] [ 10 ] [ 17 ] [ 18 ] [ 19 ] [ 20 ] [ 21 ] |
| TV Santa Cruz             | 10970 MHz  | 30000 Ksps       | Horizontal  | 7/8 | 5             | Desde 2024          | [ 15 ] [ 16 ] [ 10 ] [ 17 ] [ 18 ] [ 19 ] [ 20 ] [ 21 ] |
| TV Anhanguera Goiânia     | 11090 MHz  | 30000 Ksps       | Horizontal  | 2/3 | 5             | Desde 2023          | [ 15 ] [ 16 ] [ 10 ] [ 17 ] [ 18 ] [ 19 ] [ 20 ] [ 21 ] |
| TV Morena                 | 11090 MHz  | 30000 Ksps       | Horizontal  | 2/3 | 5             | Desde 2023          | [ 15 ] [ 16 ] [ 10 ] [ 17 ] [ 18 ] [ 19 ] [ 20 ] [ 21 ] |
| TV Centro América         | 11090 MHz  | 30000 Ksps       | Vertical    | 3/5 | 5             | Desde 2023          | [ 15 ] [ 16 ] [ 10 ] [ 17 ] [ 18 ] [ 19 ] [ 20 ] [ 21 ] |
| Rede Amazônica Rio Branco | 11090 MHz  | 30000 Ksps       | Vertical    | 3/5 | 5             | Desde 2024          | [ 15 ] [ 16 ] [ 10 ] [ 17 ] [ 18 ] [ 19 ] [ 20 ] [ 21 ] |
| TV Mirante São Luís       | 11170 MHz  | 30000 Ksps       | Vertical    | 7/8 | 5             | Desde 2023          | [ 15 ] [ 16 ] [ 10 ] [ 17 ] [ 18 ] [ 19 ] [ 20 ] [ 21 ] |
| TV Sergipe                | 11222 MHz  | 30000 Ksps       | Vertical    | 5/6 | 5             | Desde 2024          | [ 15 ] [ 16 ] [ 10 ] [ 17 ] [ 18 ] [ 19 ] [ 20 ] [ 21 ] |
| Rede Amazônica Macapá     | 11262 MHz  | 30000 Ksps       | Horizontal  | 2/3 | 5             | Desde 2024          | [ 15 ] [ 16 ] [ 10 ] [ 17 ] [ 18 ] [ 19 ] [ 20 ] [ 21 ] |
| TV Clube                  | 11262 MHz  | 30000 Ksps       | Horizontal  | 2/3 | 5             | Desde 2024          | [ 15 ] [ 16 ] [ 10 ] [ 17 ] [ 18 ] [ 19 ] [ 20 ] [ 21 ] |
| NSC TV Florianópolis      | 11262 MHz  | 30000 Ksps       | Vertical    | 2/3 | 5             | Desde 2023          | [ 15 ] [ 16 ] [ 10 ] [ 17 ] [ 18 ] [ 19 ] [ 20 ] [ 21 ] |
| EPTV Sul de Minas         | 11302 MHz  | 30000 Ksps       | Horizontal  | 3/4 | 5             | Desde 2023          | [ 15 ] [ 16 ] [ 10 ] [ 17 ] [ 18 ] [ 19 ] [ 20 ] [ 21 ] |
| InterTV Grande Minas      | 11302 MHz  | 30000 Ksps       | Horizontal  | 3/4 | 5             | Desde 2024          | [ 15 ] [ 16 ] [ 10 ] [ 17 ] [ 18 ] [ 19 ] [ 20 ] [ 21 ] |
| EPTV Campinas             | 11302 MHz  | 30000 Ksps       | Vertical    | 2/3 | 5             | Desde 2023          | [ 15 ] [ 16 ] [ 10 ] [ 17 ] [ 18 ] [ 19 ] [ 20 ] [ 21 ] |
| InterTV Cabugi            | 11302 MHz  | 30000 Ksps       | Vertical    | 2/3 | 5             | Desde 2024          | [ 15 ] [ 16 ] [ 10 ] [ 17 ] [ 18 ] [ 19 ] [ 20 ] [ 21 ] |
| TV Bahia                  | 11302 MHz  | 30000 Ksps       | Vertical    | 2/3 | 5             | Desde 2023          | [ 15 ] [ 16 ] [ 10 ] [ 17 ] [ 18 ] [ 19 ] [ 20 ] [ 21 ] |
| TV Cabo Branco            | 11342 MHz  | 30000 Ksps       | Horizontal  | 2/3 | 5             | Desde 2024          | [ 15 ] [ 16 ] [ 10 ] [ 17 ] [ 18 ] [ 19 ] [ 20 ] [ 21 ] |
| RPC Curitiba              | 11382 MHz  | 30000 Ksps       | Horizontal  | 5/6 | 5             | Desde 2023          | [ 15 ] [ 16 ] [ 10 ] [ 17 ] [ 18 ] [ 19 ] [ 20 ] [ 21 ] |
| TV Globo São Paulo        | 11382 MHz  | 30000 Ksps       | Horizontal  | 5/6 | 5             | Desde 2023          | [ 15 ] [ 16 ] [ 10 ] [ 17 ] [ 18 ] [ 19 ] [ 20 ] [ 21 ] |
| TV Globo Minas            | 11382 MHz  | 30000 Ksps       | Vertical    | 5/6 | 5             | Desde 2023          | [ 15 ] [ 16 ] [ 10 ] [ 17 ] [ 18 ] [ 19 ] [ 20 ] [ 21 ] |
| TV Globo Rio de Janeiro   | 11382 MHz  | 30000 Ksps       | Vertical    | 5/6 | 5             | Desde 2023          | [ 15 ] [ 16 ] [ 10 ] [ 17 ] [ 18 ] [ 19 ] [ 20 ] [ 21 ] |
| TV Anhanguera Palmas      | 11470 MHz  | 30000 Ksps       | Vertical    | 2/3 | 5             | Desde 2024          | [ 15 ] [ 16 ] [ 10 ] [ 17 ] [ 18 ] [ 19 ] [ 20 ] [ 21 ] |
| Rede Amazônica Manaus     | 11550 MHz  | 30000 Ksps       | Horizontal  | 2/3 | 5             | Desde 2023          | [ 15 ] [ 16 ] [ 10 ] [ 17 ] [ 18 ] [ 19 ] [ 20 ] [ 21 ] |
| TV Verdes Mares Cariri    | 11550 MHz  | 30000 Ksps       | Horizontal  | 2/3 | 5             | Desde 2023          | [ 15 ] [ 16 ] [ 10 ] [ 17 ] [ 18 ] [ 19 ] [ 20 ] [ 21 ] |

### Antigas transmissões

#### Analógico
| Satélite    | Posição   | Frequência                  | Filtro BW | Polarização | Observações | Período de operação | Referências |
| ----------- | --------- | --------------------------- | --------- | ----------- | --- | ------------------- | --- |
| Banda C     |           |                             |           |             | |                     | |
| Star One D2 | 70º Oeste | 3720 MHz (1430 MHz Banda L) | 27 MHz    | Horizontal  | Transmitiu um slide padrão de comunicado de desligamento do sinal e como continuar a assistir à programação via satélite de 18 de agosto de 2024 até 28 de agosto de 2024, data em que o sinal foi desligado. | 1982-2024           | [ 22 ] [ 23 ] [ 24 ] [ 25 ] [ 26 ] [ 27 ] [ 28 ] [ 29 ] [ 30 ] [ 31 ] [ 32 ] [ 33 ] [ 34 ] [ 35 ] [ nota 5 ] [ nota 6 ] |

#### Digital
| Satélite    | Posição   | Emissora                   | Frequência | Taxa de símbolos | Polarização | FEC | Canal virtual | Observações | Período de operação | Referências |
| ----------- | --------- | -------------------------- | ---------- | ---------------- | ----------- | --- | ------------- | --- | ------------------- | --- |
| Banda C     |           |                            |            |                  |             |     |               | |                     | |
| Star One D2 | 70º Oeste | TV Morena                  | 3816 MHz   | 7500 Ksps        | Vertical    | 2/3 | N/A           | Desativado para recepção direta pelo telespectador em 30 de março de 2025, passando a ser codificado e disponibilizado apenas para uso interno das emissoras de TV. | 2015-2025           | [ 36 ] [ 37 ] [ 38 ] [ 39 ] [ 40 ] [ 41 ] [ 42 ] [ 43 ] [ 44 ] [ 45 ] [ 46 ] [ 47 ] [ 48 ] [ 49 ] [ 50 ] [ 51 ] [ 52 ] |
| Star One D2 | 70º Oeste | TV Centro América          | 3825 MHz   | 7500 Ksps        | Vertical    | 2/3 | N/A           | Desativado para recepção direta pelo telespectador em 30 de março de 2025, passando a ser codificado e disponibilizado apenas para uso interno das emissoras de TV. | 2015-2025           | [ 36 ] [ 37 ] [ 38 ] [ 39 ] [ 40 ] [ 41 ] [ 42 ] [ 43 ] [ 44 ] [ 45 ] [ 46 ] [ 47 ] [ 48 ] [ 49 ] [ 50 ] [ 51 ] [ 52 ] |
| Star One D2 | 70º Oeste | TV Bahia                   | 3834 MHz   | 7500 Ksps        | Vertical    | 2/3 | N/A           | Desativado para recepção direta pelo telespectador em 30 de março de 2025, passando a ser codificado e disponibilizado apenas para uso interno das emissoras de TV. | 2015-2025           | [ 36 ] [ 37 ] [ 38 ] [ 39 ] [ 40 ] [ 41 ] [ 42 ] [ 43 ] [ 44 ] [ 45 ] [ 46 ] [ 47 ] [ 48 ] [ 49 ] [ 50 ] [ 51 ] [ 52 ] |
| Star One D2 | 70º Oeste | TV Verdes Mares            | 3870 MHz   | 13750 Ksps       | Horizontal  | 2/3 | N/A           | Desativado para recepção direta pelo telespectador em 30 de março de 2025, passando a ser codificado e disponibilizado apenas para uso interno das emissoras de TV. | 2014-2025           | [ 36 ] [ 37 ] [ 38 ] [ 39 ] [ 40 ] [ 41 ] [ 42 ] [ 43 ] [ 44 ] [ 45 ] [ 46 ] [ 47 ] [ 48 ] [ 49 ] [ 50 ] [ 51 ] [ 52 ] |
| Star One D2 | 70º Oeste | TV Verdes Mares Cariri     | 3870 MHz   | 13750 Ksps       | Horizontal  | 2/3 | N/A           | Desativado para recepção direta pelo telespectador em 30 de março de 2025, passando a ser codificado e disponibilizado apenas para uso interno das emissoras de TV. | 2015-2025           | [ 36 ] [ 37 ] [ 38 ] [ 39 ] [ 40 ] [ 41 ] [ 42 ] [ 43 ] [ 44 ] [ 45 ] [ 46 ] [ 47 ] [ 48 ] [ 49 ] [ 50 ] [ 51 ] [ 52 ] |
| Star One D2 | 70º Oeste | TV Anhanguera Goiânia      | 3887 MHz   | 7500 Ksps        | Vertical    | 2/3 | N/A           | Desativado para recepção direta pelo telespectador em 30 de março de 2025, passando a ser codificado e disponibilizado apenas para uso interno das emissoras de TV. | 2012-2025           | [ 36 ] [ 37 ] [ 38 ] [ 39 ] [ 40 ] [ 41 ] [ 42 ] [ 43 ] [ 44 ] [ 45 ] [ 46 ] [ 47 ] [ 48 ] [ 49 ] [ 50 ] [ 51 ] [ 52 ] |
| Star One D2 | 70º Oeste | RPC Curitiba               | 3897 MHz   | 5000 Ksps        | Vertical    | 2/3 | N/A           | Desativado para recepção direta pelo telespectador em 30 de março de 2025, passando a ser codificado e disponibilizado apenas para uso interno das emissoras de TV. | 2011-2025           | [ 36 ] [ 37 ] [ 38 ] [ 39 ] [ 40 ] [ 41 ] [ 42 ] [ 43 ] [ 44 ] [ 45 ] [ 46 ] [ 47 ] [ 48 ] [ 49 ] [ 50 ] [ 51 ] [ 52 ] |
| Star One D2 | 70º Oeste | RBS TV Porto Alegre        | 3905 MHz   | 7500 Ksps        | Vertical    | 2/3 | N/A           | Desativado para recepção direta pelo telespectador em 30 de março de 2025, passando a ser codificado e disponibilizado apenas para uso interno das emissoras de TV. | 2012-2025           | [ 36 ] [ 37 ] [ 38 ] [ 39 ] [ 40 ] [ 41 ] [ 42 ] [ 43 ] [ 44 ] [ 45 ] [ 46 ] [ 47 ] [ 48 ] [ 49 ] [ 50 ] [ 51 ] [ 52 ] |
| Star One D2 | 70º Oeste | TV Globo                   | 3914 MHz   | 7500 Ksps        | Vertical    | 2/3 | N/A           | Desativado para recepção direta pelo telespectador em 30 de março de 2025, passando a ser codificado e disponibilizado apenas para uso interno das emissoras de TV. | 2010-2024           | [ 36 ] [ 37 ] [ 38 ] [ 39 ] [ 40 ] [ 41 ] [ 42 ] [ 43 ] [ 44 ] [ 45 ] [ 46 ] [ 47 ] [ 48 ] [ 49 ] [ 50 ] [ 51 ] [ 52 ] |
| Star One D2 | 70º Oeste | TV Globo São Paulo         | 3914 MHz   | 7500 Ksps        | Vertical    | 2/3 | N/A           | Desativado para recepção direta pelo telespectador em 30 de março de 2025, passando a ser codificado e disponibilizado apenas para uso interno das emissoras de TV. | 2025                | [ 36 ] [ 37 ] [ 38 ] [ 39 ] [ 40 ] [ 41 ] [ 42 ] [ 43 ] [ 44 ] [ 45 ] [ 46 ] [ 47 ] [ 48 ] [ 49 ] [ 50 ] [ 51 ] [ 52 ] |
| Star One D2 | 70º Oeste | EPTV Sul de Minas          | 3926 MHz   | 5000 Ksps        | Vertical    | 2/3 | N/A           | Desativado para recepção direta pelo telespectador em 30 de março de 2025, passando a ser codificado e disponibilizado apenas para uso interno das emissoras de TV. | 2020-2025           | [ 36 ] [ 37 ] [ 38 ] [ 39 ] [ 40 ] [ 41 ] [ 42 ] [ 43 ] [ 44 ] [ 45 ] [ 46 ] [ 47 ] [ 48 ] [ 49 ] [ 50 ] [ 51 ] [ 52 ] |
| Star One D2 | 70º Oeste | EPTV Campinas              | 3934 MHz   | 7500 Ksps        | Vertical    | 2/3 | N/A           | Desativado para recepção direta pelo telespectador em 30 de março de 2025, passando a ser codificado e disponibilizado apenas para uso interno das emissoras de TV. | 2015-2025           | [ 36 ] [ 37 ] [ 38 ] [ 39 ] [ 40 ] [ 41 ] [ 42 ] [ 43 ] [ 44 ] [ 45 ] [ 46 ] [ 47 ] [ 48 ] [ 49 ] [ 50 ] [ 51 ] [ 52 ] |
| Star One D2 | 70º Oeste | TV Globo Minas             | 3947 MHz   | 17500 Ksps       | Vertical    | 2/3 | N/A           | Desativado para recepção direta pelo telespectador em 30 de março de 2025, passando a ser codificado e disponibilizado apenas para uso interno das emissoras de TV. | 2012-2025           | [ 36 ] [ 37 ] [ 38 ] [ 39 ] [ 40 ] [ 41 ] [ 42 ] [ 43 ] [ 44 ] [ 45 ] [ 46 ] [ 47 ] [ 48 ] [ 49 ] [ 50 ] [ 51 ] [ 52 ] |
| Star One D2 | 70º Oeste | TV Globo Pernambuco        | 3947 MHz   | 17500 Ksps       | Vertical    | 2/3 | N/A           | Desativado para recepção direta pelo telespectador em 30 de março de 2025, passando a ser codificado e disponibilizado apenas para uso interno das emissoras de TV. | 2015-2025           | [ 36 ] [ 37 ] [ 38 ] [ 39 ] [ 40 ] [ 41 ] [ 42 ] [ 43 ] [ 44 ] [ 45 ] [ 46 ] [ 47 ] [ 48 ] [ 49 ] [ 50 ] [ 51 ] [ 52 ] |
| Star One D2 | 70º Oeste | TV Mirante São Luís        | 3965 MHz   | 7500 Ksps        | Horizontal  | 2/3 | N/A           | Desativado para recepção direta pelo telespectador em 30 de março de 2025, passando a ser codificado e disponibilizado apenas para uso interno das emissoras de TV. | 2015-2025           | [ 36 ] [ 37 ] [ 38 ] [ 39 ] [ 40 ] [ 41 ] [ 42 ] [ 43 ] [ 44 ] [ 45 ] [ 46 ] [ 47 ] [ 48 ] [ 49 ] [ 50 ] [ 51 ] [ 52 ] |
| Star One D2 | 70º Oeste | TV Liberal Belém           | 4046 MHz   | 7500 Ksps        | Horizontal  | 2/3 | N/A           | Desativado para recepção direta pelo telespectador em 30 de março de 2025, passando a ser codificado e disponibilizado apenas para uso interno das emissoras de TV. | 2015-2025           | [ 36 ] [ 37 ] [ 38 ] [ 39 ] [ 40 ] [ 41 ] [ 42 ] [ 43 ] [ 44 ] [ 45 ] [ 46 ] [ 47 ] [ 48 ] [ 49 ] [ 50 ] [ 51 ] [ 52 ] |
| Star One D2 | 70º Oeste | NSC TV Florianópolis       | 4047 MHz   | 7500 Ksps        | Vertical    | 2/3 | N/A           | Desativado para recepção direta pelo telespectador em 30 de março de 2025, passando a ser codificado e disponibilizado apenas para uso interno das emissoras de TV. | 2014-2025           | [ 36 ] [ 37 ] [ 38 ] [ 39 ] [ 40 ] [ 41 ] [ 42 ] [ 43 ] [ 44 ] [ 45 ] [ 46 ] [ 47 ] [ 48 ] [ 49 ] [ 50 ] [ 51 ] [ 52 ] |
| Star One D2 | 70º Oeste | Rede Amazônica Porto Velho | 4110 MHz   | 5000 Ksps        | Vertical    | 2/3 | N/A           | Desativado para recepção direta pelo telespectador em 30 de março de 2025, passando a ser codificado e disponibilizado apenas para uso interno das emissoras de TV. | 2020-2025           | [ 36 ] [ 37 ] [ 38 ] [ 39 ] [ 40 ] [ 41 ] [ 42 ] [ 43 ] [ 44 ] [ 45 ] [ 46 ] [ 47 ] [ 48 ] [ 49 ] [ 50 ] [ 51 ] [ 52 ] |

## Cobertura internacional
| Emissora               | País                | Operada desde |
| ---------------------- | ------------------- | ------------- |
| TV Globo Internacional | Exterior            | 1999          |
| Globo Now              | Portugal            | 2007          |
| Globo                  | Portugal            | 2012          |
| Globo On               | Angola / Moçambique | 2015          |

## Antigas afiliadas
| Nome                         | Cidade                | UF | Canal | Situação/afiliação atual                                 | Período de afiliação |
| ---------------------------- | --------------------- | -- | ----- | -------------------------------------------------------- | -------------------- |
| Rede Amazônica Jaru          | Jaru                  | RO | 10    | Extinta                                                  | 1983-2023            |
| Rede Amazônica Guajará-Mirim | Guajará-Mirim         | RO | 3     | Extinta                                                  | 1983-2022            |
| Rede Amazônica Tefé          | Tefé                  | AM | 6     | Extinta                                                  | 1986-2021            |
| Rede Amazônica Tabatinga     | Tabatinga             | AM | 4     | Extinta                                                  | 1986-2021            |
| Rede Amazônica Boca do Acre  | Boca do Acre          | AM | 5     | Extinta                                                  | 1986-2021            |
| TV Liberal Itaituba          | Itaituba              | PA | 13    | Extinta                                                  | 1993-2019            |
| TV Liberal Tucuruí           | Tucuruí               | PA | 7     | Extinta                                                  | 1987-2019            |
| TV Nova Era                  | Colinas               | MA | 13    | Band                                                     | 1997-2018            |
| TV Mirante Santa Inês        | Santa Inês            | MA | 13    | Extinta                                                  | 1992-1999; 2002-2017 |
| TV Mirante Açailândia        | Açailândia            | MA | 3     | Extinta                                                  | 2006-2016            |
| TV Cidade                    | Pedreiras             | MA | 11    | Extinta                                                  | 1998-2015            |
| TV Rio Turiaçu               | Santa Helena          | MA | 11    | Record                                                   | 2011-2013            |
| TV Mirante Chapadinha        | Chapadinha            | MA | 7     | Extinta                                                  | 1998-2013            |
| TV Golfinho                  | Fernando de Noronha   | PE | 11    | TV Nova (TV Cultura)                                     | 1985-2010            |
| TV Serra Sul                 | Canaã dos Carajás     | PA | 12    | Hoje Canaã TV, afiliada à Record                         | 1993-2008            |
| TV Leste                     | Governador Valadares  | MG | 3     | Record                                                   | 1987-2008            |
| TV Pericumã                  | Pinheiro              | MA | 5     | Record                                                   | 1998-2003            |
| TV Local                     | Santa Helena          | MA | 11    | Extinta                                                  | 1991-????            |
| TV Maranhão Central          | Santa Inês            | MA | 10    | Hoje Rede Mais Família, emissora independente            | 1999-2002            |
| TV Cocais                    | Caxias                | MA | 8     | Extinta                                                  | 1995-2001            |
| TV Altamira                  | Altamira              | PA | 6     | Rede Cultura do Pará (TV Brasil e TV Cultura)            | 1982-1997            |
| TV Norte Fluminense          | Campos dos Goytacazes | RJ | 12    | Hoje Record Interior RJ, emissora própria da Record      | 1981-1995            |
| TV Difusora                  | São Luís              | MA | 4     | SBT                                                      | 1972-1991            |
| TV Aratu                     | Salvador              | BA | 4     | SBT                                                      | 1969-1987            |
| TV Marabá                    | Marabá                | PA | 13    | Extinta                                                  | 1976-1987            |
| TV Borborema                 | Campina Grande        | PB | 9     | SBT                                                      | 1980-1986            |
| TV Ajuricaba                 | Manaus                | AM | 8     | Hoje Boas Novas Amazonas, emissora própria da Boas Novas | 1971-1986            |
| TV Itaituba                  | Itaituba              | PA | 6     | Hoje TV Eldorado, afiliada à Band                        | 1980-1985            |
| TV Tropical                  | Londrina              | PR | 7     | Hoje CNT Tropical, emissora própria da CNT               | 1979                 |
| TV Guajará                   | Belém                 | PA | 4     | Hoje Boas Novas Belém, emissora própria da Boas Novas    | 1967-1976            |
| TV Iguaçu                    | Curitiba              | PR | 4     | SBT                                                      | 1972-1976            |
| TV Tibagi                    | Apucarana             | PR | 11    | SBT                                                      | 1972-1976            |
| TV Jornal                    | Recife                | PE | 2     | SBT                                                      | 1969-1972            |
| TV Nacional                  | Brasília              | DF | 2     | Hoje TV Brasil Capital, emissora própria da TV Brasil    | 1967-1970            |

### Cobertura internacional
| Nome           | País   | Situação/afiliação atual | Período de afiliação |
| -------------- | ------ | ------------------------ | -------------------- |
| IPCTV          | Japão  | Extinta                  | 1996-2019            |
| Telemontecarlo | Itália | Extinta                  | 1985-1994            |